# 산본초등학교
산본초등학교(山本初等學校)는 대한민국 경기도 군포시에 있는 공립 초등학교이다.

## 학교 연혁
- 1985년 9월 3일: 개교

## 참고 자료
- 산본초등학교 - 한국교육학술정보원 학교알리미